# ウィーン条約 (1657年)
ウィーン条約（ウィーンじょうやく、英語: Treaty of Vienna）は北方戦争中の1657年5月27日に締結された、ハプスブルク家とポーランド・リトアニア共和国の同盟条約。ハプスブルク家の神聖ローマ皇帝 フェルディナント3世は1656年のウィーン条約で反スウェーデン側で参戦することに同意し、ポーランド王ヤン2世カジミェシュに援軍4千を提供したが条約が実効を持たなかった。フェルディナント3世は同年4月に死去し、後任のレオポルト1世は同盟の強化に同意した。この条約において、レオポルト1世はスウェーデン＝ブランデンブルク同盟への対策としてヤン2世に援軍1万2千を提供した。ポーランドの資金で賄われたこの援軍は6月にポーランド領内に入った。